# Puerto deportivo Pobla Marina

Contraseña de la provincia marítima de Valencia a la que pertenece.

El Puerto Deportivo Pobla Marina se sitúa en el municipio de Puebla de Farnals (Valencia, España). Cuenta con 686 amarres deportivos, para una eslora máxima permitida de 25 metros, siendo su calado en bocana de 4 m.

## Historia
El puerto fue inaugurado en el año 1974

## Instalaciones
Combustible, agua, electricidad, ''travelift'' 40T, grúa, duchas, aparcamiento, piscina, tiendas, restaurantes, heladerías, y escuela de surf.

## Distancias a puertos cercanos
- Real Club Náutico de Castellón 36 mn
- Real Club Náutico de Valencia 8,5 mn
- Real Club Náutico de Gandía 33,5 mn
- Puerto Deportivo de Siles 7,5 mn

## Actividad deportiva
500 barcos/día